# Пагиг
Пагиг (нем. Pagig) — деревня и бывшая коммуна в Швейцарии, в кантоне Граубюнден.
Население составляет 61 человек (на 31 декабря 2006 года). Официальный код — 3928.
До 2007 года имела статус отдельной коммуны. 1 января 2008 года была объединена с коммуной Санкт-Петер в новую коммуну Санкт-Петер-Пагиг. 1 января 2013 года коммуна Санкт-Петер-Пагиг вошла в состав коммуны Ароза.
Входит в состав региона Плессур (до 2015 года входила в округ Плессур).